# CBX1
CBX1 (англ. Chromobox 1) – білок, який кодується однойменним геном, розташованим у людей на короткому плечі 17-ї хромосоми. Довжина поліпептидного ланцюга білка становить 185 амінокислот, а молекулярна маса — 21 418.
| 10         |  | 20         |  | 30         |  | 40         |  | 50         |
| ---------- |  | ---------- |  | ---------- |  | ---------- |  | ---------- |
| MGKKQNKKKV |  | EEVLEEEEEE |  | YVVEKVLDRR |  | VVKGKVEYLL |  | KWKGFSDEDN |
| TWEPEENLDC |  | PDLIAEFLQS |  | QKTAHETDKS |  | EGGKRKADSD |  | SEDKGEESKP |
| KKKKEESEKP |  | RGFARGLEPE |  | RIIGATDSSG |  | ELMFLMKWKN |  | SDEADLVPAK |
| EANVKCPQVV |  | ISFYEERLTW |  | HSYPSEDDDK |  | KDDKN      |  |            |

A: Аланін

C: Цистеїн

D: Аспарагінова кислота

E: Глутамінова кислота

F: Фенілаланін

G: Гліцин

H: Гістидин

I: Ізолейцин

K: Лізин

L: Лейцин

M: Метіонін

N: Аспарагін

P: Пролін

Q: Глутамін

R: Аргінін

S: Серин

T: Треонін

V: Валін

W: Триптофан

Кодований геном білок за функцією належить до фосфопротеїнів. 
Локалізований у ядрі.